# Габес (вилайет)
Га́бес (араб. ولاية قابس‎) — вилайет в Тунисе.
- Административный центр — город Габес.
- Площадь — 7 175 км², население — 351 500 человек (2007 год).

## География
На севере граничит с вилайетами Сфакс, Сиди-Бу-Зид и Гафса, на западе с вилайетом Кебили, на юге с вилайетом Меденин. На востоке омывается водами Средиземного моря (залив Габес).

## Административное деление
Вилайет Габес делится на 10 округов:
- Габес (Gabès Médina)
- Западный Габес (Gabès Ouest)
- Южный Габес (Gabès Sud)
- Ганнуш (Ghannouch)
- Эль-Хамма (El Hamma)
- Матмата (Matmata)
- Марет (Mareth)
- Мензель-эль-Хабиб (Menzel El Habib)
- Метуя (Métouia)
- Нувель-Матмата (Nouvelle Matmata)